# Sokratiska frågor
Sokratiska frågor är ett begrepp inom kognitiv terapi. En sokratisk fråga syftar till att en patient ska få självinsikt (tänka själv) och därmed upptäcka att en del av ens tankar inte stämmer överens med verkligheten.